# Patricia Polifka

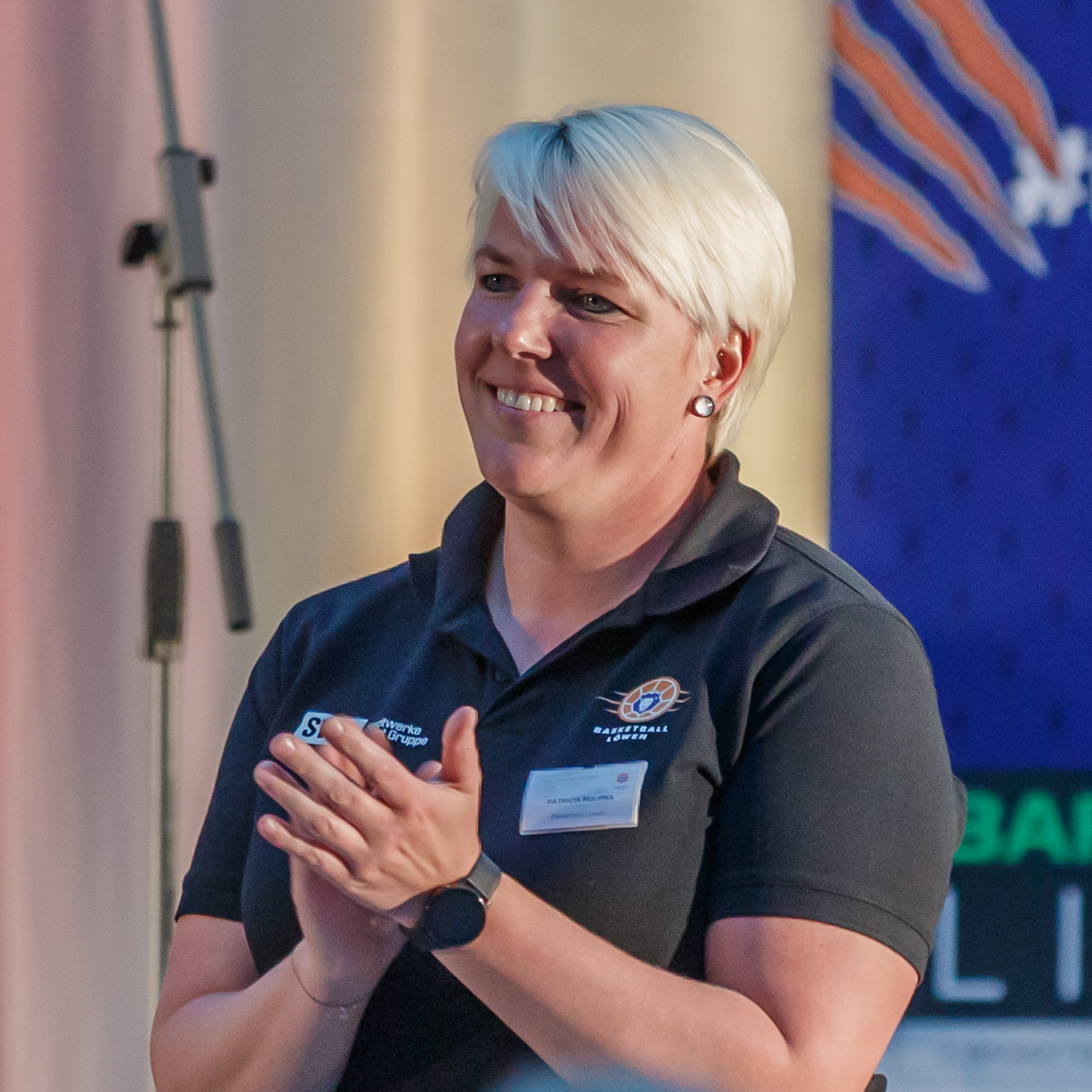
Polifka 2021 als Athletik-Trainerin im Basketball

Patricia Polifka (* 8. November 1984 in Gera) ist eine ehemalige deutsche Bobsportlerin. Sie startete für den BSR Rennsteig Oberhof.

## Leben
Polifka ist eine seit 2005 im Bobsport aktive Athletin und war bis zur Saison 2006/07 neben Stefanie Szczurek und Nicole Herschmann eine der Anschieberinnen von Claudia Schramm. Ihr größter Erfolg mit Schramm war der zweite Platz beim Weltcuprennen von Altenberg 2006.
In der Saison 2007/08 wechselte Polifka in das neu gegründete Bobteam von Anja Schneiderheinze-Stöckel. Das Team gewann drei Europacupwettbewerbe und siegte auch in der Europacupgesamtwertung. Zusammen mit Stefanie Szczurek startete Polifka bei den Juniorenweltmeisterschaften. Mit fünf Hundertsteln Rückstand auf den Siegerbob der Schweizerin Fabienne Meyer gewannen sie die Silbermedaille. Diese Erfolge setzte sie auf ähnlichem Niveau in der folgenden Saison fort und gewann mit Schneiderheinze-Stöckel erneut drei Saisonrennen. Es folgte der größte Erfolg der Karriere. Bei den Bob-Weltmeisterschaften 2009 in Lake Placid war sie Anschieberin für Sandra Kiriasis im Mannschaftswettbewerb, den sie gemeinsam mit dem Männerbob mit Thomas Florschütz und Andreas Barucha und den Skeletonpiloten Frank Rommel und Marion Thees gewann. Schneiderheinze/Polifka gewannen in der Saison 2009/10 sechs Rennen des Europacups, in der Saison darauf zwei Rennen.
Polifka arbeitet als Physiotherapeutin in Erfurt.